# 格里芬冰原島峰
75°55′S 158°20′E / 75.917°S 158.333°E
格里芬冰原島峰（英語：Griffin Nunatak）是南極洲的冰原島峰，位於奧次地，屬於阿爾伯特親王山脈的一部分，長4公里，美國地質調查局根據測量和該國海軍的空中照片繪入地圖，現時由南極條約體系管理。